# Gabon vasúti közlekedése
Gabon vasúthálózata mindössze egy 649 km hosszú, nem villamosított, normál nyomtávolságú vonalból áll. A vasútvonal az ország egyetlen tömegközlekedési eszköze, 1996-ban 190 000 utast szállított. A vonalon elsősorban uránt és fát fuvaroznak.

## Vasútállomások
A Trans-Gabon-vasútvonalon 28 állomás található (az állomásnév utáni szám Owendótól mért távolság km-ben):
- Sahoué
- Owendo, (Kilometre Point) KP 0, nem messze Libreville-től
- Ntoum, KP 35,
- Andem, KP 57,
- M'Bel, KP 85,
- Oyam, KP 118,
- Abanga, KP 148,
- Ndjolé, KP 182,
- Alembe, KP 202,
- Otoumbi, KP 226,
- Bissouna, KP 244,
- Ayem, KP 267,
- Lopé, KP 290
- Offoue, KP 312,
- Booue, KP 338 tervezett elágazás Belinga felé
- Ivindo, KP 375
- Mouyabi, KP 411
- Milole, KP 448
- Lastoursville, KP 484
- Doume, KP 514
- Lifouta, KP 549
- Mboungou-Mbadouma, KP 584
- Moanda, KP 619
- Franceville, KP 669

## Vasúti kapcsolata más országokkal
Az országnak nincs kapcsolata egyetlen szomszédos ország vasúthálózatával sem. Rendszeresen felmerülnek tervek a vonal meghosszabbításáról és összekapcsolásáról a Kongói Köztársaság vasúti hálózatával.